# Serotonylierung
Die Serotonylierung ist ein biochemischer Prozess, bei dem das biogene Amin Serotonin auf Glutaminreste von Proteinen mit Hilfe des Enzyms Transglutaminase II übertragen wird. Zielproteine für diesen Prozess sind insbesondere kleine GTPasen. Die Serotonylierung findet als intrazellulärer Prozess im Zellinneren statt und dient der Steuerung der Signalweiterleitung innerhalb der Zelle. Damit unterscheidet sich die Funktion des Serotonins bei der Serotonylierung von seiner der Zelle-zu-Zelle-Kommunikation dienenden Funktion als Gewebshormon und Neurotransmitter. Eine wichtige Rolle der Serotonylierung wird unter anderem bei der Blutgerinnung und bei der Regulierung der Insulinfreisetzung angenommen.